# Espers
 (janvier 2013).
Si vous disposez d'ouvrages ou d'articles de référence ou si vous connaissez des sites web de qualité traitant du thème abordé ici, merci de compléter l'article en donnant les références utiles à sa vérifiabilité et en les liant à la section « Notes et références ».
Espers est un groupe de folk psychédélique américain originaire de Philadelphie et faisant partie de la scène rock indie émergente.
Le groupe fut formé en 2002 par le trio d'auteurs-compositeurs-interprètes Greg Weeks, Meg Baird et Brooke Sietinsons, mais s'est plus tard étendu à 6 membres, comprenant, Otto Hauser, Helena Espvall et Chris Smith.  
Leur musique n'est pas sans rappeler la folk britannique de la fin des années 1960, ainsi que de nombreux artistes folkloriques contemporains tels que Six Organs of Admittance. La plupart des membres du groupe ont également collaboré avec plusieurs artistes populaires tels que Nick Castro et Vashti Bunyan, par conséquent ils sont devenus une partie importante de la renaissance de la folk psychédélique.
Ils ont sorti leur premier album éponyme en 2004 sur le label Locust Music, et ont ensuite enchaîné avec un album de reprises, The Weed Tree, en 2005. Ce dernier contient des chansons d'artistes aussi divers que Nico, The Durutti Column et Blue Öyster Cult. En 2006, le groupe sort son troisième album, II (probablement appelé ainsi parce qu'il était leur deuxième album composé par eux), sous le label Drag City. Leur quatrième album, III, a été mis en vente le 20 octobre 2009.

## Discographie

### Albums
- Espers (2004)
- The Weed Tree (2005)
- II (2006)
- III (2009)

### Chansons
- "Riding" / "Under The Waterfall" (7") (2005)

### Apparitions diverses
- The Golden Apples of the Sun (compilé par Devendra Banhart pourArthur Magazine) (2004)
  - "Byss & Abyss"
- Million Tongues Festival (compilé par Plastic Crimewave of Plastic Crimewave Sound pour Arthur Magazine) (2004)
  - "Under The Waterfall"
- The 2005 Believer CD (2005) (de The Believer magazine)
  - "Firefly Refrain" (Originellement de Fursaxa)
- The R.E.M. Collection Disc 3 (2005) (compilé par Peter Buck; paru dans UNCUT magazine's July 2005 issue)
  - "Meadow"
- Rough Trade Shops - Counter Culture 2005 (2006)
  - "Meadow"
- Folk Off (compilé par Rob Da Bank; Sunday's Best Records) (2006)
  - "Rosemary Lane"
- Acoustic 07 (2007)
  - "Mansfield and Cyclops"
- A Monstrous Psychedelic Bubble Exploding In Your Mind: Volume 1 (compilé par Amorphous Androgynous) (2008)
  - "Mansfield and Cyclops"
- The Playlist August 2006 (2006) (dans Uncut magazine)
  - "Mansfield and Cyclops"